# President Carlos Polestico Garcia
President Carlos Polestico Garcia, spesso abbreviato in Pres. Carlos P. Garcia o President Garcia (fino al 1977 Pitogo), è una municipalità di quinta classe delle Filippine, situata nella Provincia di Bohol, nella Regione del Visayas Centrale. La città è intitolata all'ottavo Presidente delle Filippine Carlos Polestico Garcia, in carica dal 1957 al 1961.
President Carlos Polestico Garcia è formata da 23 baranggay:
- Aguining
- Basiao
- Baud
- Bayog
- Bogo
- Bonbonon
- Butan
- Canmangao
- Campamanog
- Gaus
- Kabangkalan
- Lapinig

- Lipata
- Poblacion
- Popoo
- Saguise
- San Jose (Tawid)
- San Vicente
- Santo Rosario
- Tilmobo
- Tugas
- Tugnao
- Villa Milagrosa